# Flesh and Bone
Flesh and Bone ist eine US-amerikanische Miniserie, die am 8. November 2015 ihre Premiere beim Sender starz feierte. Die Serie besteht aus acht Folgen in einer Staffel, da der Sender entschied, das ursprüngliche Konzept, das auf mehrere Staffeln ausgelegt war, auf das Format einer limitierten Serie herabzustufen. Der Sender bot alle Episoden der Serie ab dem ersten Tag der Ausstrahlung zum Binge Watching an, während die Serie regulär wöchentlich ausgestrahlt wurde.

## Inhalt
Die Serie setzt sich mit der dysfunktionalen Welt des Lebens einer jungen Balletttänzerin auseinander. Paul Grayson, Chef der American Ballet Company, sieht sich nach einer Verletzung seines Stars Kiira gezwungen, einen geeigneten Ersatz für diese zu finden. Diesen findet er in der jungen Claire Robbins, einer jungen Ballerina mit bewegter Vergangenheit aus Armut und sexuellem Missbrauch.

## Darsteller und Figuren

### Hauptdarsteller
- Sarah Hay als Claire Robbins, eine junge Balletttänzerin mit bewegter Vergangenheit[7]
- Ben Daniels als Paul Grayson, Chef der American Ballet Company[8]
- Emily Tyra als Mia Bialy, Claires an einer Essstörung leidende Mitbewohnerin
- Irina Dvorovenko als Kiira, eine alternde Ballerina, die mit einer Verletzung kämpfen muss
- Damon Herriman als Romeo, ein Obdachloser, der unter der Treppe von Claires Wohnung wohnt[9]
- Josh Helman als Bryan Robbins, Claires Bruder, ein früherer Marine
- Raychel Diane Weiner als Daphne Kensington, eine ambitionierte New Yorker Tänzerin aus privilegierter Familie
- Sascha Radetsky als Ross, Tänzer und Womanizer
- Karell Williams als Trey, ein Balletttänzer

### Nebenfiguren
- Marina Benedict als Toni Cannava, die neue Choreographin der American Ballet Company
- Tovah Feldshuh als Ivana, eine Ballettlehrerin
- John Allee als Pasha, der Pianist der American Ballet Company
- Vanessa Aspillaga als Monica, die Vizechefin der American Ballet Company[10]
- Carling Talcott als Ashley

## Nominierungen und Auszeichnungen
Für die Golden Globe Awards 2016 wurde die Serie in der Kategorie Beste Miniserie oder Fernsehfilm nominiert sowie Hauptdarstellerin Sarah Hay als Beste Hauptdarstellerin – Miniserie oder Fernsehfilm.